# The Hurting
The Hurting és l'àlbum d'estudi debut de la banda britànica de new wave, Tears for Fears publicat el març del 1983 sota el segell de Mercury Records i distribuït per Phonogram Inc. Va ser produït per Chris Hughes i Ross Cullum. La durada total és de 41 minuts i 39 segons.
L'àlbum va ser remasteritzat i reeditat l'any 1999, i va incloure quatre remixs com a bonus tracks i un extens llibret amb notes sobre la creació de l'àlbum. El 21 d'octubre de 2013 es va publicar una reedició del 30è aniversari, tant en edicions de doble CD com de luxe en caixa de quatre discos. Per al 40è aniversari de l'àlbum, es van remesclar nous Dolby Atmos i so surround Blu-ray 5.1 de Steven Wilson, així com una edició en vinil remasteritzada de la mescla original. publicat el juny de 2023.

## Títols
1. The Hurting (4.19)
2. Mad World (3.35), single el 1982
3. Pale Shelter (4.34), single, primera versió el 1982 i reeditat el 1985, segona versió el 1983
4. Ideas As Opiates (3.45)
5. Memories Fade (5.06)
6. Suffer The Children (3.52), single, primera versió el 1981 i reeditat el 1985
7. Watch Me Bleed (4.17)
8. Change (4.14), single el 1983
9. The Prisoner (2.55)
10. Start Of The Breakdown (5.00)

## Single fora de l'àlbum
- The way you are, 1983